# ليزلي ميلفيل
ليزلي ميلفيل (بالإنجليزية: Leslie Melville)‏ هو اقتصادي أسترالي، ولد في 1902 في سيدني في أستراليا، وتوفي في 2002 في كانبرا في أستراليا.